# Guerre colombo-équatorienne
La Guerre colombo-équatorienne, ou Guerre du Cauca, est un conflit armé entre la République de Nouvelle-Grenade (actuelle Colombie) et l'Équateur déclenchée par un différend frontalier portant sur la souveraineté des provinces de Pasto, Popayán et Buenaventura réclamée par les deux nations en vertu de la Ley de División Territorial de la República de Colombia et du droit international de l'Uti possidetis juris adopté par les nations latinoaméricaines,. Il se termine par une issue favorable à la Nouvelle-Grenade qui conserve la totalité des territoires disputés.

## Contexte
Le conflit frontalier trouve ses racines dans la dissolution de la Grande Colombie, qui regroupait depuis l'indépendance de l'Espagne les pays actuels de Colombie, d'Équateur, du Venezuela et du Panama. Le 13 mai 1830, quelques mois après la sécession du Venezuela, l'Équateur se déclare à son tour indépendant et revendique les territoires composant précédemment l'ancienne Real audiencia de Quito,, ce qui signifie que les départements de Cauca, Guayaquil, Azuay et Quito sont sous sa juridiction. 
Cette revendication se heurte aux revendications de la Nouvelle-Grenade basées sur la Ley de División Territorial de la República de Colombia du 25 juin 1824, impliquant que la frontière sud de la Nouvelle-Grenade se situe au sud de la Province de Pasto,.

## Déroulement
Le premier président de l'Équateur, le général d'origine vénézuélienne Juan José Flores, obtient de certains membres du clergé, obéissant aux ordres de l'évêque de Quito, se souscrire à Pasto une déclaration en faveur de l'annexion de la Province de Pasto à l'Équateur. Le 23 août 1830, les colonels García et Zamora signent l’Acta de Iscuandé à travers lequel le canton de Buenaventura est annexé à l'Équateur.  Les cantons de Guapí, López de Micay et Barbacoas suivent l'exemple quelques mois plus tard. Devant le refus de José María Obando et José Hilario López de soutenir le régime de Rafael Urdaneta, le 11 novembre de la même année se réunit à Buga une assemblée devant se prononcer sur l'annexion du Cauca à l'Équateur. La décision est positive par un vote à la majorité. Flores demande alors que les provinces de Pasto, Popayán et Buenaventura, représentées au sein du Congrès de Quito, soient incorporées volontairement à l'Équateur. Le président Juan José Flores, après avoir envoyé des troupes à Pasto, visite ces villes et publie un décret dans lequel il déclare l'incorporation l'ancien Département de Cauca à l'Équateur. En 1831, il annexe Popayán et le Congrès ordinaire de cette année déclare officiellement l'annexion, mais conditionne cette résolution à son acceptation par le Congrès néogrenadin. 
Au début de juillet de cette année, Flores envoie à Bogota le colonel Basilio Palacios Urquijo dans le but d'obtenir la reconnaissance par le gouvernement néogrenadin de l'État équatorien et régler les relations diplomatiques entre les deux pays, mais aucun accord n'est trouvé. Le 22 juillet 1831, le gouvernement de la République de Nouvelle-Grenade exige du gouvernement équatorien à travers son délégué le retour de ce département à la Nouvelle-Grenade selon la loi de 1824, mais le gouvernement équatorien refuse, déclarant que l'annexion du Cauca à l'Équateur est le produit du libre arbitre de son peuple, ce qui aboutit à une situation diplomatique difficile pour les deux pays. 
La convention grenadine envoie à la fin de l'année 1831 le général José Hilario López à Popayán pour promouvoir la réincorporation du Cauca à la République de Nouvelle-Grenade. En raison du décret du Congrès équatorien incorporant le Cauca dans son territoire, le général López  prend le commandement de la milice de Popayan le 7 février 1832, puisqu'à l'exception des provinces de Buenaventura et de Pasto, qui étaient occupées par les troupes équatoriennes, les cantons de Cali, Buga, Toro, Cartago et Nóvita décident de rejoindre la Nouvelle-Grenade. C'est alors que survient l'affrontement militaire entre l'Équateur et la Nouvelle-Grenade. Un combat est livré entre l'armée équatorienne dirigé par Juan José Flores et l'armée néogrenadine dirigée par José María Obando. En mars 1832, le gouvernement de la Nouvelle-Grenade, dirigé par le vice-président José Ignacio de Márquez, envoie à Quito une commission de paix composée de José Manuel Restrepo et de l'évêque de Santa Marta María José Estévez, sans résultat.
Obando recrute quelque 1 500 soldats dans tout le Cauca et marche sur Pasto, afin de s'emparer de la ville. À son arrivée, les forces équatoriennes du général Farfán se sont retirées face à l'attitude hostile des habitants de Pasto, et bien que les soldats équatoriens triomphent dans certains combats, le manque de fournitures les oblige à se replier. Dans cette situation, Obando offre la paix à condition que le territoire contesté soit restitué, ce que Flores accepte, notamment à cause la révolte de ses troupes à Guayaquil à laquelle il doit faire face. Le 8 décembre 1832 est signé dans la ville de Pasto le « traité de paix, d'amitié et d'alliance entre la Nouvelle-Grenade et l'Équateur », dit traité de Pasto, par le général Joaquín Posada Gutiérrez au nom de la Nouvelle-Grenade, et le docteur Nicolás Artela pour l'Équateur, fixant la frontière commune au niveau du río Guáitara en attendant la détermination de la souveraineté des ports de La Tola et Tumaco (aujourd'hui en Colombie), dans la province de Buenaventura.